# سياسة حيوية

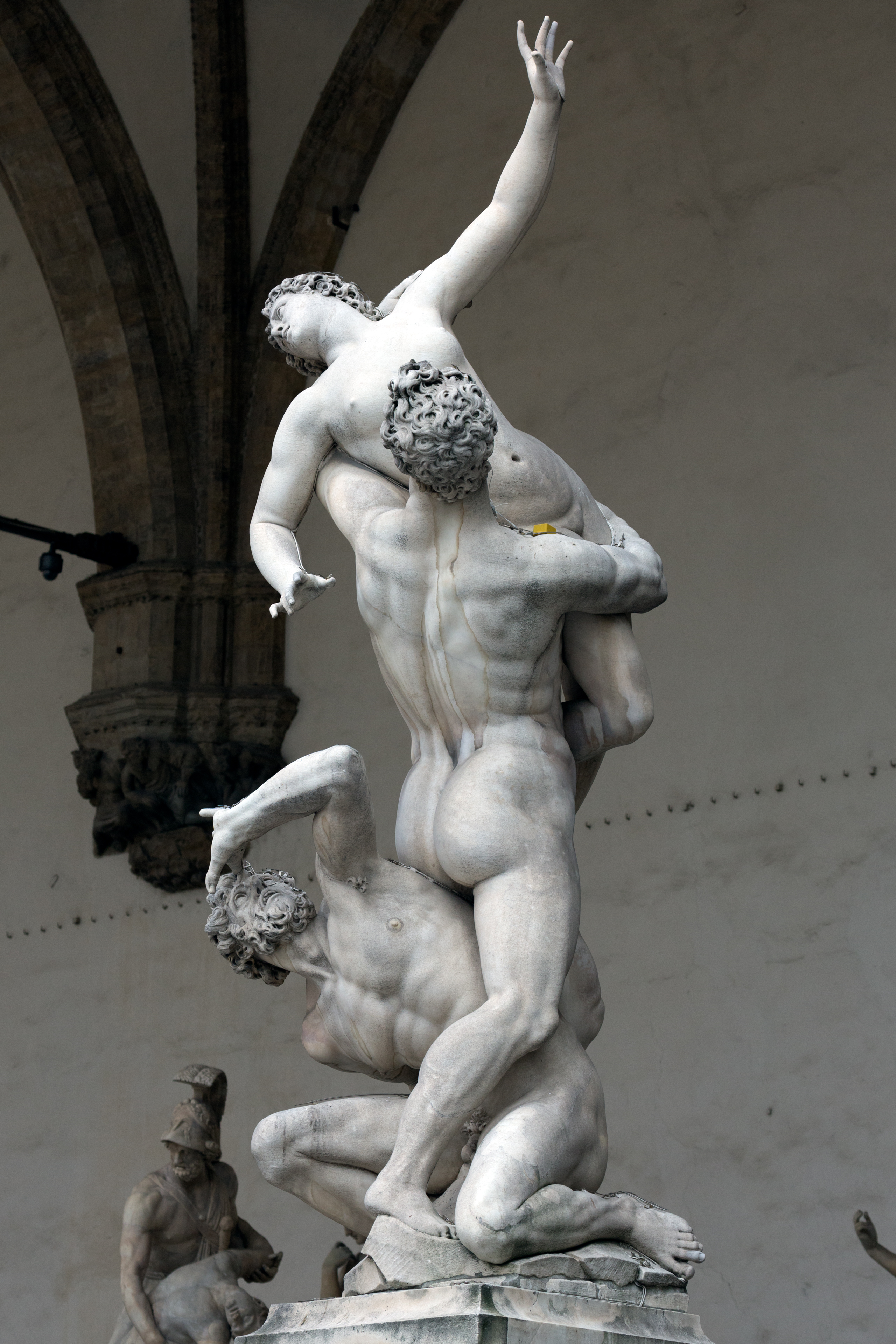
اغتصاب نساء السابين

السياسة الحيوية (biopolitics) بالنسبة لفوكو، تشير إلى ممارسات وصلاحيات شبكة السلطة التي تدير تخصصات الجسد والسكان. إنها منطقة لقاء بين السلطة ومجالات الحياة. الذي يتحقق بشكل كامل في عصر معين: عصر الانتشار الكامل والشامل للرأسمالية.
يشير مصطلح السلطة الحيوية، إلى شكل من أشكال السياسة، التي تتعامل مع الحياة، وتتخذ السلطة الحيوية بالأساس معنيين: ظهر المعنى الاول في الولايات المتحدة الأمريكية، في السبعينيات، يعتمد هذا المعنى على استخدام النظريات والبيانات من علوم الحياة، لتحقيق فهم أكثر اكتمالأ للسلوك السياسي، فيفسر السلوك السياسي على أساس أن الحياة البيولوجية يمكن فهمها كسياسة، المعنى الثاني: يقدمه ميشل فوكو، يرى ميشل أنه لا يمكن فهم الحياة من منظور القوى البيولوجية، أو المحددات الموجودة خارج العمليات السياسية، لكن يجب فهمها كموضوع، وتأثير للاستراتيجيات والتقنيات السياسية، فظهورها بالأساس جاء نتيجة لتحول تاريخي وتطور، بدأ في القرن السابع عشر في الغرب، مع ظهور الصناعة، وصناعة التقنيات المختلفة والمتنوعة، التي مكنت من إخضاع الأجساد والسيطرة عليها.
السياسة الحيوية تشير إلى السياسة التي تمارس سلطتها على كائنات بيولوجية يعيشون في وسط بيئي معين. ومن هو خارج هذه السلطة يسميه فوكو ذوات لاتعاقدية. مثل المنحرف والتلميذ والجندي والعامل. ونظرا لهامشيتهم وابتعادهم عن السلطة بالمعنى الليبرالي، فليس لهم اهمية في الكشف عن حقيقة السلطة. أما فوكو على العكس يبحث عن السلطة في اولئك الافراد.
يميز فوكو بين ثلاثة مجالات للقوة بوصفها اطر أو ميكانيزمات لممارسة السلطة. التي تظهر على مستوى السياسات الصغرى، وهي
- السيادة
- الانضباط
- الأمن

السيادة تمارس على اقليم، والانضباط على مجموعة من الافراد، والامن يمارس على السكان من خلال تقنيات يسميها فوكو القوة الحيوية.
ونقد فوكو لليبرالية يتركز في تحليله للانضباط والامن. صحيح ان الانضباط يمارس على مجموعة من الافراد وخصوصا على اجسادهم، عن طريق مؤسسات مثل المدرس والجيش والسجن، الا انه لا يتعامل مع افراد سابق وجودهم على تقنيات الانضباط، بل انهم من صنع هذه التقنيات. والانضباط لا يمارس فقط على الافراد بل أيضا على الوسط أو المجال الذي يعيشون فيه. فقبل ان تصنعهم الافراد تضع والقواعد التي سوف يسيرون عليها والعقوبات لمن يتعداها. أي ان السلطة تنتج الافراد لتمارس عليهم فعلها. لأن الفرد هو الموضوع الانسب لتقنيات الانضباط. فوعي الإنسان لفرديته ما هو الا اثر للسلطة الانضباطية عليه.
فالسلطة الانضباطية تعمل على فردنة السكان، أي تحويلهم إلى افراد، وليست مكونة للجماهير الغير متمايزة- كما كانت تعتقد الاتجاهات النقدية مثل مدرسة فرانكفورت.

## الدولة السياسية الحيوية الحديثة
أن السمة التي تشكل جوهر هذه الدولة، هي العنصرية، المتشكلة نتيجة التحول من سياسة السيادة إلى سياسة المجتمع، بكلمات أخرى: أي من الدفاع عن السيادة إلى الدفاع عن المجتمع، باعتباره يمثل العقلانية السياسية المهيمنة للدولة، ولد هذا التحول عنصرية يوجهها المجتمع ضد نفسه، وعناصره ومنتجاته، فمثلأ أصبحت الحروب تشن، عن طريق حشد الشعوب، لغرض الذبح الجماعي، بحجة ضرورية الدفاع عن المجتمع، وتعمل هذه العنصرية بدورها على التطبيع الاجتماعي، نظرًا لتحقيقها التطهير الدائم عبر مواجهة المجتمع نفسه، هذه السمة تمثل وظيفة الدولة الحديثة، وبنفس الوقت هي الوظيفة التي تعمل على إعادة إنتاج الدولة من خلالها، فمع ظهور السلطة الحيوية تصبح العنصرية وسيلة لتفكيك السلسلة البيولوجية، فالكائنات الحية بشكل عام لها نفس الاحتياجات، ومن أجل أنشاء تسلسل هرمي بين المجموعات البشرية وبالتالي اختلافات بالطريقة التي يتعرض فيها الأفراد لخطر الموت، عن طريق التعرض التفاضلي للمخاطر الصحية والاجتماعية، وتعمل العنصرية كسمة بارزة لهذا الحكم السياسي الحيوي كشرط أساسي لقبول مثل هذا التعرض التفاضلي للحياة في مجتمع تمارس فيه القوة بشكل أساسي لحماية الحياة البيولوجية للسكان، وتعزيز قدرتهم الانتاجية، لا يمكن أعتبار السلطة الحيوية معرضة ما بين الحياة والموت ولكنها تحاول تنظيم المنطقة الرمادية بينهما.

## حق الموت والسلطة على الحياة
تمتلك السياسات الحيوية سلسلة من الأنساب، التي تحدد السيادة، من خلال امتلاكها الحق في تقرير الموت والحياة، فتنبع سلطتها من امتلاكها الحق في اتخاذ القرار، وبذلك تتحدد السيادة، فالسلطة هي التي تقرر من ستسمح له بالحياة، فالحق القانوني الذي تتمتع به يمكنها من ذلك، بكلمات أخرى السلطة القانونية السيادية هي بالحقيقة سلطة لأخذ الحياة ومنحها.
يتخد مفهوم السلطة الحيوية عند فوكو نطاقًا واسعًا، بالمقارنة مع النظريات الكلاسيكية، فعمل على إبراز تجلياتها القصوى من خلال دراسته الأجساد الهامشية التي كانت تعتبر أنها تقدم أدوار ثانوية، فيرى السلطة أنها أجزاء صغيرة ومنتشرة في شبكة معقدة من العلاقات التي تنبث بين جميع الأفراد من خلال تشكيل نظام مما يبدو فوضويًا وغير متماسك، فالسلطة ليست شيء منظم وموحد في ذاته، لذلك هناك حاجة لتحليلها من أجل التعرف على الاليات والتقنيات والكيفيات التي تعمل من خلالها، والمجالات التي تتشكل فيها علاقات السلطة، والزمان والمكان اللذان تظهر بهما، حدد فوكو المجالات التي تمارس فيها السلطة السجون والمستشفيات والمدارس الجنس المنزل وفي وعي الإنسان.
[1]